# توسيع غاوسي
التوسيع الغاوسي يشير إلى التأثيرات المتسعة في الخطوط الطيفية، والتي يمكن أن تنتج عن طريق توسيع دوبلر.
هذا التأثير مشابه لتأثير غاوس الضبابي في معالجة الصور الناتجة عن الإلتفاف مع دالة غاوس.
سمي هذا المصطلح على اسم كارل فريدريش غاوس.